# Parque nacional Cerro de Garnica
El Parque Nacional Cerro de Garnica es un parque nacional protegido situado en los municipios de Hidalgo y Queréndaro, en la cordillera Neovolcánica, estado de Michoacán, México. Se declaró parque nacional el 5 de septiembre de 1936. 
El clima es templado subhúmedo y de una elevación considerable los 2 300 y los 3 000 metros de altura. Su topografía es de carácter muy accidentado.
La superficie del parque es de 968 hectáreas, aunque en el decreto, por error, se indicó 1936.

## Flora y fauna
De acuerdo al Sistema Nacional de Información sobre Biodiversidad de la Comisión Nacional para el Conocimiento y Uso de la Biodiversidad (CONABIO) en el Parque Nacional Cerro de Garnica habitan más de 280 especies de plantas y animales de las cuales 13 se encuentran dentro de alguna categoría de riesgo de la Norma Oficial Mexicana NOM-059  y 2 son exóticas.
La vegetación está dominada por varias especies de pino (Pinus pseudostrobus, Pinus leiophylla, Pinus montezumae y Pinus teocote), ejemplares de encinos (Quercus laurina, Quercus crassifolia) y ailes (Alnus jorullensis). En regiones elevadas del parque abunda el pino (Pinus hartwegii) y el oyamel (Abies religiosa).
Dentro del reino animal destacan los ejemplares de venado de cola blanca o ciervo de Virginia (Odocoileus virginianus), cacomixtle o cacomisel (Bassariscus sumichrasti), coyote (Canis latrans), armadillo (Dasypus novemcinctus), zorro gris (Urocyon cinereoargenteus), así como aves y varios reptiles.